# Yezoceryx eurysternites
Yezoceryx eurysternites är en stekelart som beskrevs av Wang 1982. Yezoceryx eurysternites ingår i släktet Yezoceryx och familjen brokparasitsteklar. Inga underarter finns listade i Catalogue of Life.